# Psorosa
Psorosa är ett släkte av fjärilar som beskrevs av Philipp Christoph Zeller 1846. Psorosa ingår i familjen mott.

## Dottertaxa tillPsorosa, i alfabetisk ordning[1][2]
- Psorosa africana
- Psorosa amphipyrrha
- Psorosa antelia
- Psorosa bifasciata
- Psorosa bifiliferalis
- Psorosa bivitella
- Psorosa brephiella
- Psorosa clarella
- Psorosa dahliella
- Psorosa debilis
- Psorosa decolorella
- Psorosa disticta
- Psorosa elbursella
- Psorosa farinosella
- Psorosa ferrugatella
- Psorosa flammealis
- Psorosa flavifasciella
- Psorosa gelinella
- Psorosa lacteomarginata
- Psorosa luteostrigella
- Psorosa majorella
- Psorosa maraschella
- Psorosa mechedella
- Psorosa mediterranella
- Psorosa myrmidonella
- Psorosa nucleolella
- Psorosa ochrifasciella
- Psorosa opimella
- Psorosa predotai
- Psorosa proleucalis
- Psorosa segalella
- Psorosa strictella
- Psorosa taishanella
- Psorosa tergestella
- Psorosa tochalella